# カレンニー民族進歩党

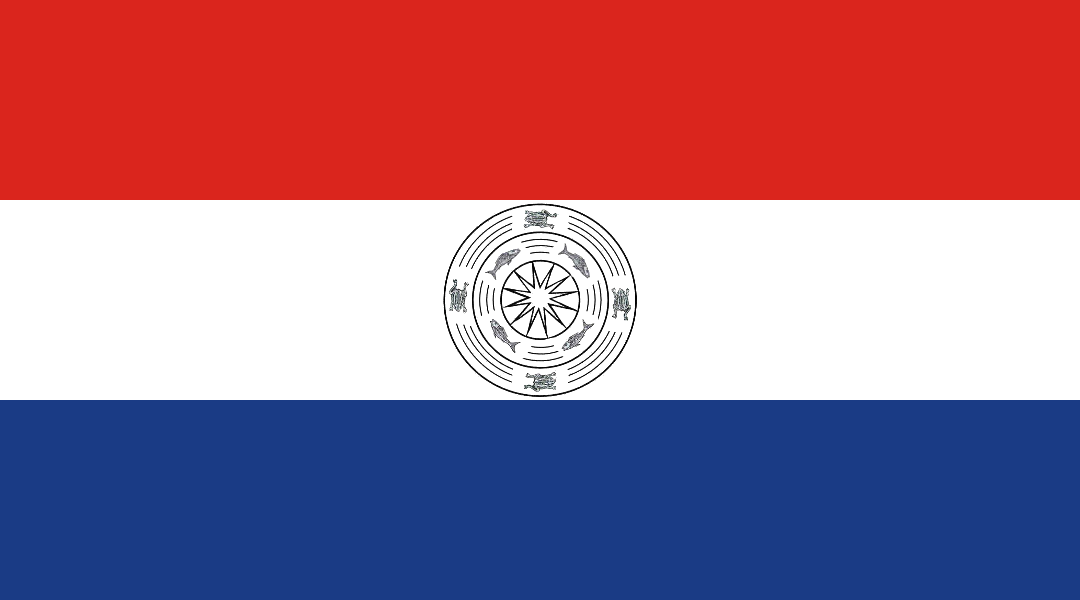

カレンニー民族進歩党（KNPP = Karenni National Progressive Party）は、カヤー族主導で組織されたカレンニー（赤カレン）による政治組織。

## 前史

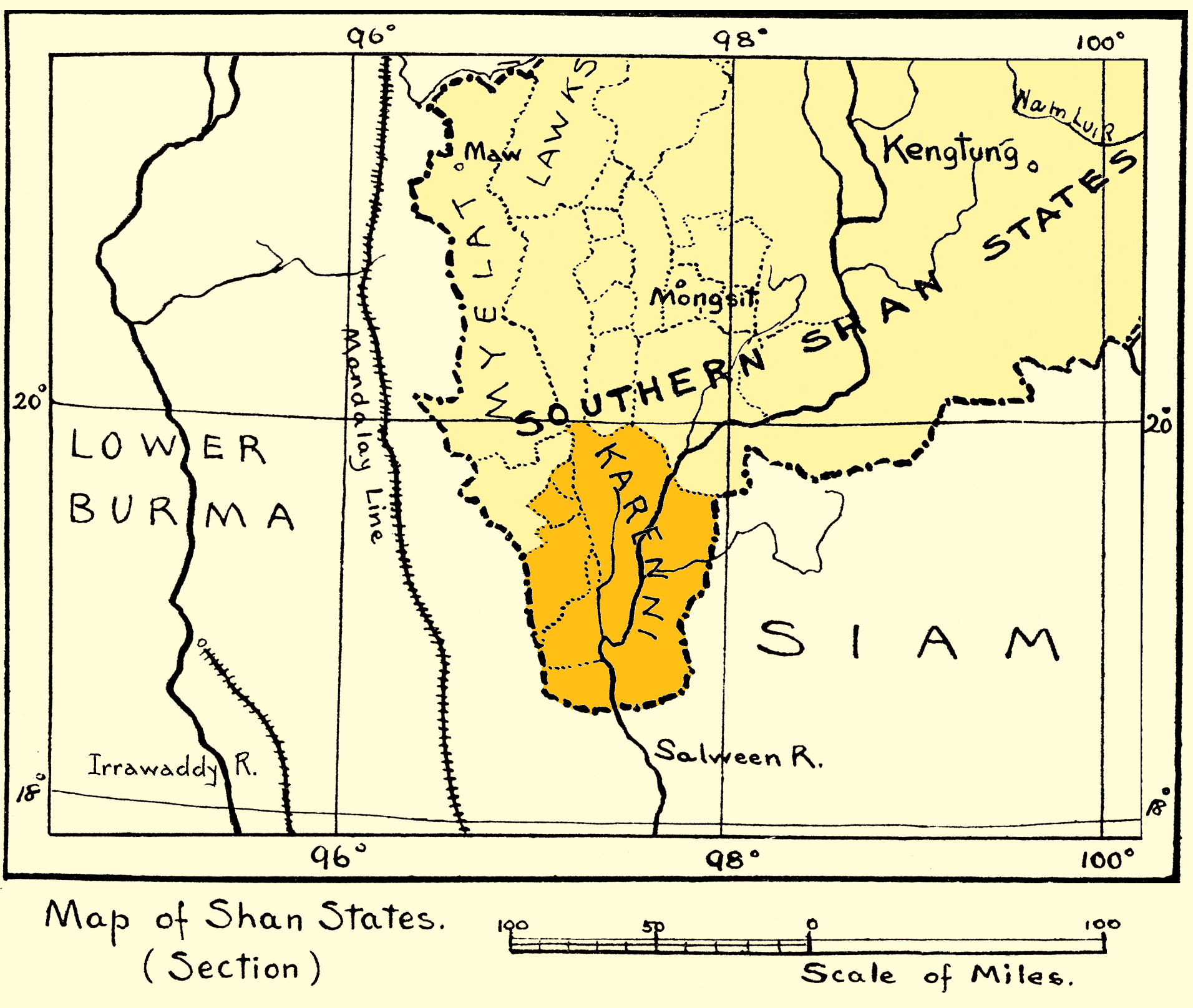
1917年のカレンニー諸州の地図

カヤー州は人口26万人ほどのミャンマーで一番小さな州で、カヤー族、カヤン族、カヨー族など多様な人種が住む地域である。「カレンニー」とも呼ばれるが、これは英植民地行政官が付けた名称で、「赤いカレン族」という意味である。政府見解ではカヤーとカレンニーは同義とされているが、KNPPの見解は、カレンニーは同州に住むさまざまな民族の総称で、カヤーはそのうちの1つとしている。ちなみにカヤーは「人間」という意味である。
歴史上、カレンニー州はビルマ族の王朝の支配下に入ったことがなく、1875年6月21日、コンバウン朝のミンドン王とイギリス総督は、「カレンニー諸州」の独立を認められ、英領インド（ビルマ）には編入されなかった。この「独立」の具体的内容は不明であるが、これが認められたのは、イギリスが「カレンニー諸州」の木材、錫、その他豊富な天然資源を独占する意図があったからだとも言われる。1930年代までに州南部にあるモーチ鉱山は、世界有数のタングステンの産地となった。英植民地時代、カレンニー族の多くはバプティスト派またはカトリックのキリスト教に改宗し、第二次世界大戦中は、カチン族、チン族、カレン族といった他のキリスト教徒民族と同様、イギリス軍の136部隊の一員として日本軍と戦った。
戦後、カレンニー族の間でも独立の機運が高まり、1946年9月11日、統一カレンニー独立国家評議会（United Karenni Independent States Council：UKISC）が結成され、ビートゥレ（Bee Tu Re）が議長に就任した。UKISCは1947年2月に開催されたパンロン会議にも「既に独立しているので出席する必要がない」として欠席したが、土壇場で反UKISCのメンバーが会場に現れ、カレンニー州のビルマ連邦への参加を承認し、シャン州とともに10年後の連邦離脱権も認められた。しかし、これに不満なビートゥレ一派は1947年半ばにカレンニー州の独立を宣言。しかし1948年8月9日、ビートゥレは連邦軍警察（UMP）の奇襲攻撃を受けて捕虜となり殺害され、怒った人々は、チェボジ（Kyebogyi）の首長（ツァオパー）・サオ・シュエ（Sao Shwe）に率いられて武装蜂起した。カレンニー州ではビートゥレが暗殺された8月9日を「カレンニー族抵抗の日」、サオ・シュエが決起した8月17日を「カレンニー軍の日」としている。
カレンニー族の反乱軍は、カレン民族同盟（KNU）ともに戦っていたが、1951年、反ファシスト人民自由連盟（AFPFL）政府はカレンニー州の名称をカヤー州に変更した。これはカレンニー族とカレン族、そしてカレンニー州内のさまざまな民族の分断を図ったものと考えられたが、カレンニー族の人々は憤慨した。

## KNPP結成

### 結成、同盟
1957年、反乱軍のリーダー・サオ・シュエがマラリアで死去。彼の妻が後を継いだが3児の母親には荷が重く、代わりにトォプロという人物がリーダーとなり、1957年7月29日、カレンニー民族進歩党（KNPP）/カレンニー軍（KA）を結成し、モーチの南の山中・クワチ（Kwachi）に本部を置いた。
KNPPは、1956年にKNU、モン人民戦線（MPF）、統一パオ民族主義者機構（UPNO）、そしてカレンニー族の反乱軍によって結成された、初の少数民族武装勢力の同盟・民主民族主義者統一戦線（DNUF）も引き継いだが、これは1958年にMPFとPNOが政府に投降して消滅。翌1959年には、ビルマ共産党（CPB）、カレン民族統一党（KNUP）、チン民族前衛党（CNVP）、新モン州党（NMSP）と左派連合・民族民主統一戦線（NDUF）を結成し、1963年にネ・ウィン率いるビルマ連邦革命評議会が主催した和平交渉にも、NDUFの一員として参加したが、交渉は決裂した。NDUFが成果を上げられなかったことで、その後、KNPPはビルマ族の武装組織との共闘に慎重にり、1969年に元首相のウー・ヌが結成した議会制民主主義党にも参加しなかった。
KNPPは、1964年にカヤン族が結成したカヤン新領土党（KNLP）とも共闘し、ともに、統一民族戦線（UNF）（1965年～1966年）、民族統一戦線（NUF）(1967年～1973年)という同盟を組んだが、いずれも成果を上げられなかった。しかし1976年に結成され、ともに創設メンバーとなった民族民主戦線（NDF）は、ネ・ウィン時代にもっとも成功した少数民族武装組織の同盟となった。

### 停滞、分裂
しかし、これがKNPPの限界だった。KNPPは、マウチ鉱山から上がる利益が住民に還元されていないこと、日本の戦後賠償で建設され、1960年から稼働し始めたバルーチャン（ローピタ）水力発電所が住民に電力を供給せず、すべてミャンマー中央部に電力を供給していることなどから、相変わらず貧困に喘ぐ住民の不満を梃子に、KNU同様、泰緬国境の密貿易を収入源として約1,000人の兵士を擁して自らの「解放区」を維持することはできたが、それ以上に勢力を拡大することはできなかった。そしてこの頃からKNPPは、その目標を独立から連邦制内の自治権へ転換した。
1970年代に入ると、シャン州北東部に広大な「解放区」を築いたCPBの存在がカレンニー州にも影を落とすようになった。まずKNLPが1976年にNDFを脱退し、CPBと同盟関係を築いた。そして1977年には、KNPPの左派勢力がカレンニー民族人民解放戦線（KNPLF）を結成した。両者の対立の原因はイデオロギーだけではなく、KNPPがカヤー族中心組織であるのに対し、KNPLFはカヤン族中心の組織で、民族対立の面もあったと言われる。1982年には両者の間で武力衝突も起きた。いずれにせよ、KNPLFの離脱はKNPPにとっては大打撃だった。

## 衰退と分裂

### 四断作戦
1988年9月18日、クーデターによりて国家秩序回復評議会（SLORC）が樹立されると、8888民主化運動に参加した学生や若者たちはKNPP領土にも逃れてきた。KNPPは彼らを支援し、その領土内に全ビルマ学生民主戦線（ABSDF）の事務所を設けた。しかし、相変わらずビルマ族の武装組織との共闘には慎重で、NDFを拡張したビルマ民主同盟（DAB）には参加しなかった。
1990年に実施された総選挙では、カレンニー州の8議席のうち2議席をカヤー州全民族民主連盟（Kayah State All Nationalities League for Democracy：KSANLD）を獲得、隣接するシャン州とカレン州でもカヤン族のカヤン民族統一民主組織（Democratic Organisation for Kayan National Unity：DOKNU) が2議席を獲得した。長年反政府武装闘争を行ってきたKNPPを横目に、新たに結成された政党が成功を収めるのはKNPPにとってはフラストレーションが溜まる状況だったが、結局、選挙結果は反故にされた。
そしてこの頃、泰緬国境で、少数民族武装勢力と民主派勢力が共闘の動きを見せたことにより、ミャンマー軍（以下、国軍）は、カレン州、モン州、そしてカレンニー州で四断作戦（four cuts）を展開した。多くの村が破壊され、2万人以上が難民となってタイへ逃れ、その2倍の数の人々が国内避難民となった。またこの時期、ロイコー・アウンバン間の鉄道工事に、30万人以上のカレンニー族の人々が駆り出され、命を落としたり、避難民・難民となったりした。このような状況下、人々の間では否応なく厭戦気分が高まっていった。

### 停戦、孤立、分裂
CPBが崩壊し、その残党がSLORC/SPCDと停戦合意を結んだのを皮切りに、各少数民族武装勢力との停戦が進んだ。カレンニー州でも、まず1991年にKNLPの分派・カヤン民族守備隊（Kayan National Guard: KNG）が政府と停戦合意を結び、カヤー州第1特区となった。1994年にはKNPLFとKNLPが政府と停戦合意を結び、それぞれカヤー州第2特区、第3特区となった。KNPPも1995年3月21日に政府と停戦合意を結んだ。しかし、その後すぐに国軍が住民をポーターとして徴集し始めたため、合意はわずか3か月で破棄。その後、四断作戦が再開され、またしても多くの犠牲者、避難民・難民を出した。
またKNPPは内部分裂も経験した。1995年には分派が国軍によってカレンニー民族民主党 (Karenni National Democratic Party：KNDP)がに再編され、1999年には分派がカレンニー民族平和発展党（Karenni National Peace and Development Party：KNPDP）を結成、2002年には分派がカレンニー民族連帯機構（Karenni National Solidarity Organisation：KNSO）を結成した。2005年には国軍の支援を受けたKNPLFが、KNPPの本部に攻撃を加え、数ヶ月続いた戦闘で両軍、住民双方に多大な犠牲者が出た。このように離合集散を繰り返したことにより、KNPPは否応なしに弱体化していった。

## 停戦
2009年～2010年、2008年憲法にもとづいてSPCDは、停戦合意を結んだ少数民族武装組織に対して国境警備隊（BGF）に編入するように要請、これに応じてカレンニー州からもKNPLFが国境警備隊に編入し、他の小規模なKNLP、KNG、KNDP、KNPDP、KNSOは人民民兵部隊（PMF）に編入された。彼らは領土内の経済活動の自由を保証され、各種課税、農業・工業プロジェクト、不動産、鉱業、伐採などさまざまなビジネスに手を染め始めた。
この時点でKNPPはカレンニー州で活動する唯一の武装組織となったが、そのKNPPも、統一民族連邦評議会（UNFC）のメンバーとなり、長年の盟友・KNUが2012年に停戦合意したのを受けて、同年6月19日政府と停戦合意を結んだ。ビートゥレが決起して実に64年後のことだった。しかし2015年の全国停戦合意（NCA）には署名しなかった。

## 2021年クーデター後
2021年クーデターが起きると、NLDが強い支持を集めていたカレンニー州でも、大規模なデモが発生し、KNPPも若者に軍事訓練を施し始めた。同年4月9日、州内の少数民族武装勢力、2020年選挙で選出された議員、政党、市民組織、青年・女性組織などから構成されるカレンニー州諮問評議会（Karenni Srate Consultative Council：KSCC）が結成され、国民統一政府（NUG）と協力してカレンニー州政府を設立する方針を打ち出した。
5月31日、傘下の武装勢力を統合してカレンニー諸民族防衛隊（ Karenni Nationalities Defence Force：KNDF）を結成。KNDFの最高司令官はKA最高司令官・アウンミャッだが、実際に率いているのはクン・ベドゥ（Khun Bedu）という元政治活動家の人物で、KNPP/KAはKNDFにその規模で追い抜かれた格好となった。
2024年5月、NUG、KNU、チン民族戦線（CNF）の代表とともにKNPPの代表も来日して、支援を訴えて記者会見を開いた。